# Barleria grandiflora
Barleria grandiflora là một loài thực vật có hoa trong họ Ô rô. Loài này được Dalzell mô tả khoa học đầu tiên năm 1850.